# Saint-Laurent-Rochefort
Pour les articles homonymes, voir Saint-Laurent.
Saint-Laurent-Rochefort est une ancienne commune française située dans le département de la Loire en région Auvergne-Rhône-Alpes. Le 1er janvier 2025, elle fusionne avec Débats-Rivière-d'Orpra et L'Hôpital-sous-Rochefort pour constituer la commune nouvelle de Solore-en-Forez.

## Géographie

### Localisation

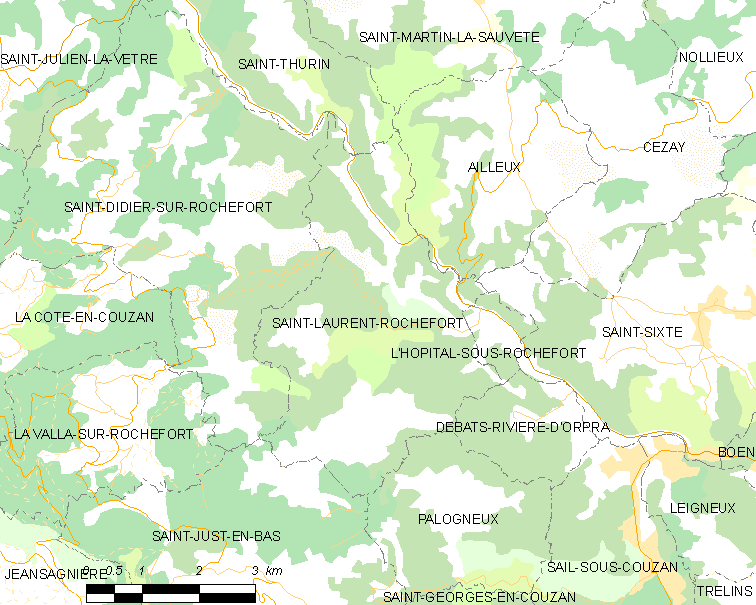
Localisation du village et des communes aux alentours.

Saint-Laurent-Rochefort fait partie du Forez.
|                            | Saint-Thurin            | Ailleux                              |
| Saint-Didier-sur-Rochefort | Saint-Laurent-Rochefort | Saint-Sixte L'Hôpital-sous-Rochefort |
| Saint-Just-en-Bas          | Palogneux               | Débats-Rivière-d'Orpra               |

### Climat
Pour des articles plus généraux, voir Climat d'Auvergne-Rhône-Alpes et Climat de la Loire.
En 2010, le climat de la commune est de type climat des marges montargnardes, selon une étude du Centre national de la recherche scientifique s'appuyant sur une série de données couvrant la période 1971-2000. En 2020, Météo-France publie une typologie des climats de la France métropolitaine dans laquelle la commune est exposée à un climat de montagne ou de marges de montagne et est dans la région climatique Nord-est du Massif Central, caractérisée par une pluviométrie annuelle de 800 à 1 200 mm, bien répartie dans l’année.
Pour la période 1971-2000, la température annuelle moyenne est de 10,5 °C, avec une amplitude thermique annuelle de 16,9 °C. Le cumul annuel moyen de précipitations est de 921 mm, avec 10,6 jours de précipitations en janvier et 7,6 jours en juillet. Pour la période 1991-2020, la température moyenne annuelle observée sur la station météorologique de Météo-France la plus proche, « Boën-sur-Lignon », sur la commune de Boën-sur-Lignon à 7 km à vol d'oiseau, est de 11,8 °C et le cumul annuel moyen de précipitations est de 629,5 mm,. Pour l'avenir, les paramètres climatiques de la commune estimés pour 2050 selon différents scénarios d'émission de gaz à effet de serre sont consultables sur un site dédié publié par Météo-France en novembre 2022.

## Urbanisme

### Occupation des sols
L'occupation des sols de la commune, telle qu'elle ressort de la base de données européenne d’occupation biophysique des sols Corine Land Cover (CLC), est marquée par l'importance des forêts et milieux semi-naturels (66 % en 2018), une proportion sensiblement équivalente à celle de 1990 (66,7 %). La répartition détaillée en 2018 est la suivante : 
forêts (61 %), prairies (29,8 %), milieux à végétation arbustive et/ou herbacée (5 %), zones agricoles hétérogènes (4,2 %). L'évolution de l’occupation des sols de la commune et de ses infrastructures peut être observée sur les différentes représentations cartographiques du territoire : la carte de Cassini (XVIIIe siècle), la carte d'état-major (1820-1866) et les cartes ou photos aériennes de l'IGN pour la période actuelle (1950 à aujourd'hui).

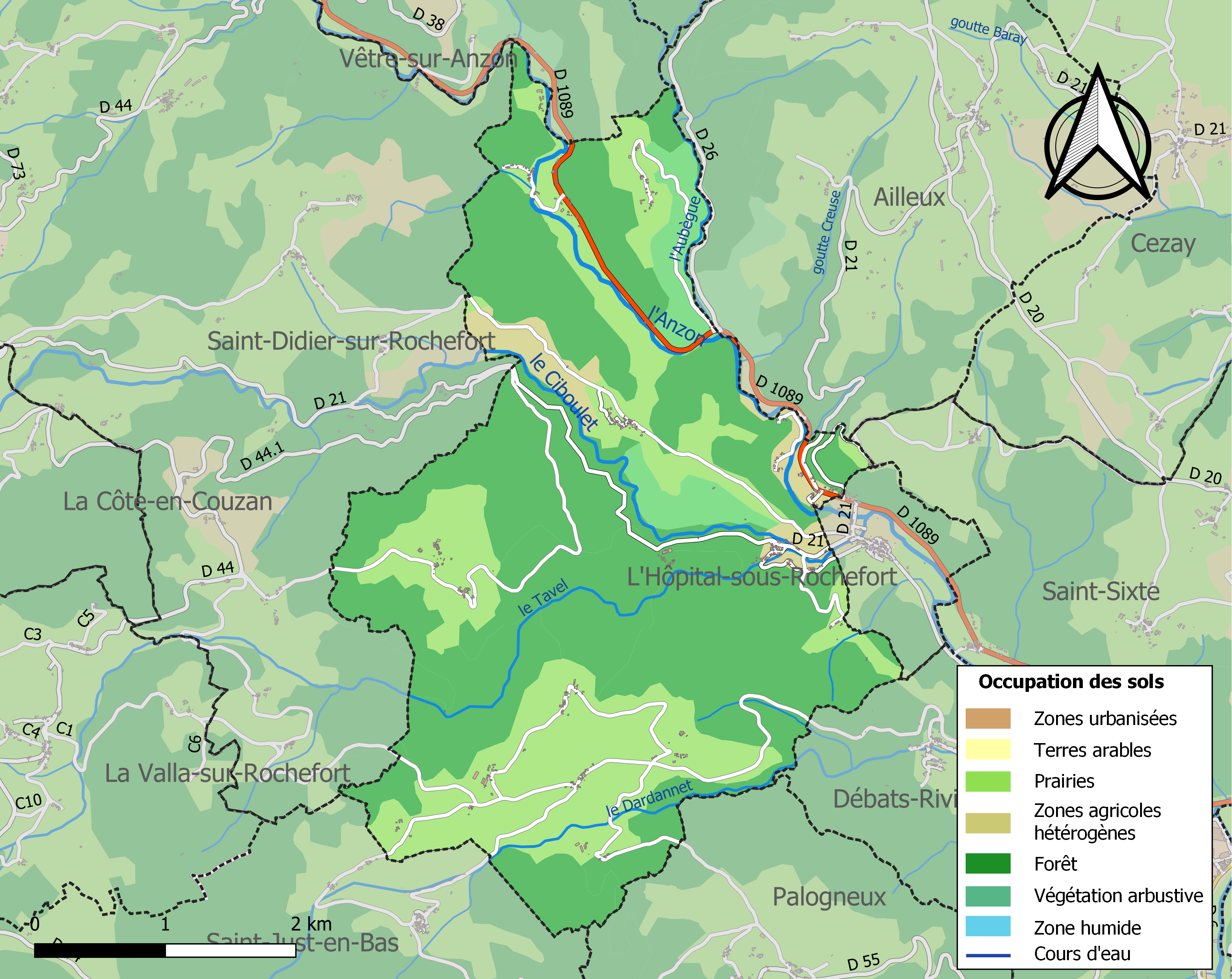
Carte des infrastructures et de l'occupation des sols de la commune en 2018 (CLC).

## Histoire
La commune s'appelait Saint-Laurent-en-Solore, puis Rochefort-Laurent-en-Solore pendant la Révolution et redevient Saint-Laurent-en-Solore jusqu'en 1817.
Elle porte un projet de fusion avec Débats-Rivière-d'Orpra et L'Hôpital-sous-Rochefort afin de créer au 1er janvier 2025 une nouvelle entité.

## Politique et administration
| Période                                  | Période       | Identité      | Étiquette | Qualité |
| ---------------------------------------- | ------------- | ------------- | --------- | ------- |
| Les données manquantes sont à compléter. |               |               |           |         |
| mars 2001                                | décembre 2024 | Gilles Thomas |           |         |

Saint-Laurent-Rochefort faisait partie de la communauté de communes du Pays d'Astrée de 1995 à 2016 puis a intégré Loire Forez Agglomération.

## Démographie
L'évolution du nombre d'habitants est connue à travers les recensements de la population effectués dans la commune depuis 1793. Pour les communes de moins de 10 000 habitants, une enquête de recensement portant sur toute la population est réalisée tous les cinq ans, les populations de référence des années intermédiaires étant quant à elles estimées par interpolation ou extrapolation. Pour la commune, le premier recensement exhaustif entrant dans le cadre du nouveau dispositif a été réalisé en 2007.

En 2022, la commune comptait 247 habitants, en évolution de +1,23 % par rapport à 2016 (Loire : +1,32 %, France hors Mayotte : +2,11 %).
| 1793  | 1800 | 1806 | 1821 | 1831 | 1836 | 1841 | 1846 | 1851 |
| ----- | ---- | ---- | ---- | ---- | ---- | ---- | ---- | ---- |
| 1 000 | 960  | 866  | 913  | 853  | 961  | 848  | 927  | 895  |

| 1856 | 1861 | 1866 | 1872 | 1876 | 1881 | 1886 | 1891 | 1896 |
| ---- | ---- | ---- | ---- | ---- | ---- | ---- | ---- | ---- |
| 872  | 876  | 841  | 785  | 826  | 809  | 816  | 847  | 781  |

| 1901 | 1906 | 1911 | 1921 | 1926 | 1931 | 1936 | 1946 | 1954 |
| ---- | ---- | ---- | ---- | ---- | ---- | ---- | ---- | ---- |
| 743  | 732  | 677  | 613  | 589  | 561  | 543  | 507  | 502  |

| 1962 | 1968 | 1975 | 1982 | 1990 | 1999 | 2006 | 2007 | 2012 |
| ---- | ---- | ---- | ---- | ---- | ---- | ---- | ---- | ---- |
| 442  | 406  | 312  | 260  | 279  | 248  | 256  | 257  | 243  |

| 2017 | 2022 | - | - | - | - | - | - | - |
| ---- | ---- | - | - | - | - | - | - | - |
| 246  | 247  | - | - | - | - | - | - | - |

## Culture locale et patrimoine

### Lieux et monuments
- Le village se caractérise par le bourg même de Saint-Laurent-Rochefort et par le lieu-dit de Rochefort, au nord-ouest du bourg. Saint-Laurent-Rochefort est au creux d'une vallée tandis que Rochefort, ancien village fortifié sis sur un piton rocheux, surplombe le bourg d'un dénivelé de 400 mètres. Saint-Laurent-Rochefort dispose d'une église gothique de 1470 tandis que Rochefort accueille une chapelle romane plus ancienne, puisque datée du XIIe siècle.
- La chapelle de Rochefort était celle du village autrefois fortifié. Le château et les remparts de Rochefort, mentionnés comme la chapelle au XIIe siècle ont disparu en 1596. Rochefort fut une paroisse indépendante jusqu'à la Révolution. Depuis cette époque, le village de Rochefort est rattaché à Saint-Laurent-Rochefort. La chapelle est donc romane, avec nef unique et d'une voûte en berceau reposant sur des arcs formerets.
- L'église Saint-Laurent de Saint-Laurent-Rochefort, inscrite monument historique le 28 juin 1972[15], date de 1470 comme l'atteste une pierre gravée dans la nef. La quittance d'achèvement des travaux en 1496 donne le nom du constructeur, Robin du Bost, « tailleur de pierre ». L'église de style gothique est remarquable par le fait qu'elle n'a subi aucune modification et qu'elle présente toutes les caractéristiques des églises du Forez soit une large nef unique et basse, voûtée d'ogives retombant sur des piles sans chapiteau, transept, abside à pans coupés éclairée de hautes baies à deux lancettes, ainsi qu'un décor sobre se limitant à des moulures sur la clef de voûte.
- Église Saint-Médard-et-Saint-Loup de Rochefort. Elle est inscrite à l'Inventaire général du patrimoine culturel[16].
- Le bourg du village dispose d'une croix de cimetière du premier quart du XVIe siècle, inscrite monument historique le 7 janvier 1926. Elle se situe au sud de l'église de Saint-Laurent-Rochefort et fut restaurée en 1990. Sculptée, on aperçoit au revers du Christ en croix, encadré de la Vierge et de saint Jean, une Vierge de Pitié. Les bras de la croix sont écotés et le fût de la croix dévoile la sculpture de saint Laurent, patron de l'église du village.

### Héraldique
|  | Les armoiries de Saint-Laurent-Rochefort se blasonnent ainsi : Écartelé : aux 1er et 4e de sable à trois étoiles d’or rangées en bande et accostées de deux cotices du même, aux 2e et 3e de sinople au chêne arraché d’or. Adopté en conseil municipal le 15-10-2004 |